# Tournoi de tennis de la côte Pacifique (dames 1931)
Le tournoi de tennis de la côte Pacifique est un tournoi de tennis. L'édition féminine 1931 se dispute à Berkeley du 26 septembre au 4 octobre 1931.
Edith Cross remporte le simple dames. En finale, elle bat Dorothy Weisel.
L'épreuve de double voit quant à elle s'imposer Edith Cross et Anna McCune Harper.
En double mixte, la paire Helen Wills et George Lott enlève le titre.

## Résultats en simple

### Parcours
| No | Joueuse            | Résultat   | Ultime adversaire |
| -- | ------------------ | ---------- | ----------------- |
| 2  | Anna McCune Harper | 1/2 finale | Dorothy Weisel    |

### Tableau final
|  |                    |             |                |            |            |   |   |        |        |        |        |        |
|  | 1/2 finale         | 1/2 finale  | 1/2 finale     | 1/2 finale | 1/2 finale |   |   | Finale | Finale | Finale | Finale | Finale |
|  |                    |             |                |            |            |   |   |        |        |        |        |        |
|  |                    |             |                |            |            |   |   |        |        |        |        |        |
|  | Edith Cross        |             | 6              | 6          |            |   |   |        |        |        |        |        |
|  | Edith Cross        |             |                |            |            |   |   |        |        |        |        |        |
|  | Alice Marble       |             | 4              | 2          |            |   |   |        |        |        |        |        |
|  | Alice Marble       | Edith Cross | 4              | 2          |            | 6 | 2 | 7      |        |        |        |        |
|  |                    |             |                |            |            | 6 | 2 | 7      |        |        |        |        |
|  |                    |             | Dorothy Weisel |            | 4          | 6 | 5 |        |        |        |        |        |
|  | Dorothy Weisel     |             | Dorothy Weisel | 10         | 4          | 6 | 5 | 6      |        |        |        |        |
|  | Dorothy Weisel     |             |                | 10         |            |   |   | 6      |        |        |        |        |
|  | Anna McCune Harper | (2)         | 8              | 4          |            |   |   |        |        |        |        |        |
|  | Anna McCune Harper | (2)         | 8              | 4          |            |   |   |        |        |        |        |        |

## Résultats en double

### Tableau final
|  |                                |  |   |   |  |
|  | Finale                         |  |   |   |  |
|  |                                |  |   |   |  |
|  |                                |  |   |   |  |
|  | Edith Cross Anna McCune Harper |  | 6 | 6 |  |
|  | Edith Cross Anna McCune Harper |  | 6 | 6 |  |
|  | Alice Marble Dorothy Weisel    |  | 4 | 4 |  |

## Résultats en double mixte

### Tableau final
|  |                         |  |   |   |   |
|  | Finale                  |  |   |   |   |
|  |                         |  |   |   |   |
|  |                         |  |   |   |   |
|  | Helen Wills George Lott |  | 6 | 3 | 6 |
|  | Helen Wills George Lott |  | 6 | 3 | 6 |
|  | Edith Cross G.P. Hughes |  | 3 | 6 | 0 |